# Mediaș

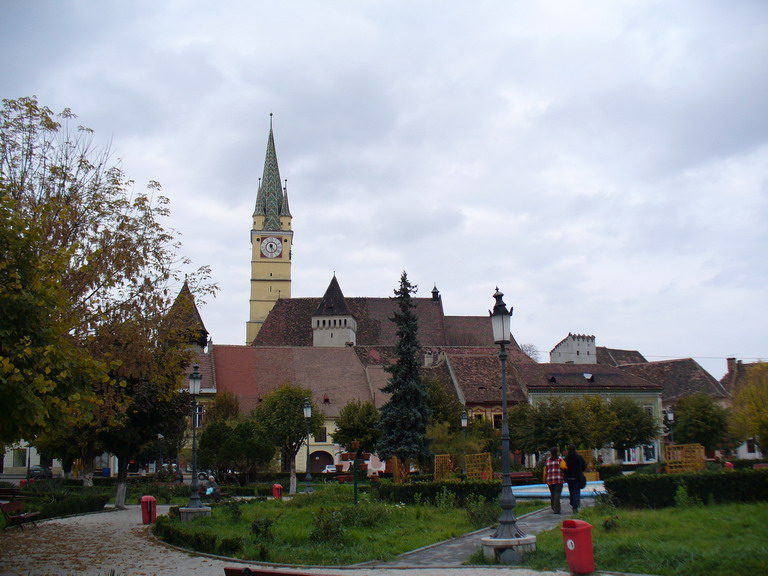
Beleza natural

Mediaș é uma cidade da Roménia, no județ (distrito) de Sibiu com 55.203 habitantes. Localiza-se a 55 km de Sibiu.
Mediaș foi outrora uma das sete cidades mais importantes da Transilvânia, preservando ainda uma parte das muralhas medievais.
Mediaș situa-se na bacia média do rio Târnava Mare, a 39 quilômetros de Sighișoara e a 41 quilômetros de Blaj.

## Património
- Igreja Fortificada (século XV) - dedicada a Margarida de Antioquia.